# Lesani
Lesani (macedónul: Лешани) település Észak-Macedóniában, a Délnyugati körzet Debarcai járásában.

## Népesség
| Lakosok száma | 709  | 752  | 769  | 703  | 706  | 588  | 472  | 484  | 310  |
|               | 1948 | 1953 | 1961 | 1971 | 1981 | 1991 | 1994 | 2002 | 2021 |

2002-ben 484 lakosa volt, akik közül 483 macedón és 1 szerb.